# Prelatura territoriale di Huautla
La prelatura territoriale di Huautla (in latino: Praelatura Territorialis Huautlensis) è una sede della Chiesa cattolica in Messico suffraganea dell'arcidiocesi di Antequera. Nel 2021 contava 119.404 battezzati su 132.720 abitanti. È retta dal vescovo Guadalupe Antonio Ruíz Urquín.

## Territorio
La prelatura territoriale comprende parte dello stato messicano di Oaxaca.
Sede prelatizia è la città di Huautla de Jiménez, dove si trova la cattedrale di San Giovanni Evangelista.
Il territorio si estende su una superficie di 1.284 km² ed è suddiviso in 10 parrocchie.

## Storia
La prelatura territoriale è stata eretta l'8 ottobre 1972 con la bolla Ad bonum animorum di papa Paolo VI, ricavandone il territorio dall'arcidiocesi di Antequera.

## Cronotassi dei vescovi
Si omettono i periodi di sede vacante non superiori ai 2 anni o non storicamente accertati.
- Sede vacante (1972-1975)

- Hermenegildo Ramírez Sánchez, M.J. † (4 gennaio 1975 - 15 ottobre 2005 ritirato)
- Héctor Luis Morales Sánchez (15 ottobre 2005 - 7 gennaio 2011 nominato vescovo di Netzahualcóyotl)
- José Armando Álvarez Cano (3 novembre 2011 - 11 maggio 2019 nominato vescovo di Tampico)
- Guadalupe Antonio Ruíz Urquín, dal 27 giugno 2020

## Statistiche
La prelatura territoriale nel 2021 su una popolazione di 132.720 persone contava 119.404 battezzati, corrispondenti al 90,0% del totale.
| anno | popolazione | popolazione | popolazione | presbiteri | presbiteri | presbiteri | presbiteri                | diaconi | religiosi | religiosi | parrocchie |
| anno | battezzati  | totale      | %           | numero     | secolari   | regolari   | battezzati per presbitero | diaconi | uomini    | donne     | parrocchie |
| ---- | ----------- | ----------- | ----------- | ---------- | ---------- | ---------- | ------------------------- | ------- | --------- | --------- | ---------- |
| 1976 | 125.000     | 127.546     | 98,0        | 9          | 1          | 8          | 13.888                    |         | 11        | 6         | 4          |
| 1980 | 109.350     | 111.200     | 98,3        | 11         | 1          | 10         | 9.940                     |         | 14        | 4         | 6          |
| 1990 | 130.300     | 136.750     | 95,3        | 10         | 1          | 9          | 13.030                    |         | 13        | 12        | 6          |
| 1999 | 103.900     | 111.700     | 93,0        | 10         | 5          | 5          | 10.390                    |         | 9         | 6         | 7          |
| 2000 | 104.840     | 113.370     | 92,5        | 9          | 5          | 4          | 11.648                    |         | 7         | 5         | 7          |
| 2001 | 120.440     | 130.920     | 92,0        | 10         | 5          | 5          | 12.044                    |         | 8         | 4         | 7          |
| 2002 | 123.500     | 133.500     | 92,5        | 13         | 9          | 4          | 9.500                     |         | 7         | 3         | 7          |
| 2003 | 123.556     | 134.300     | 92,0        | 13         | 8          | 5          | 9.504                     |         | 8         | 3         | 8          |
| 2004 | 123.500     | 134.300     | 92,0        | 19         | 12         | 7          | 6.500                     | 1       | 9         | 5         | 8          |
| 2013 | 134.800     | 148.700     | 90,7        | 22         | 18         | 4          | 6.127                     | 1       | 5         | 3         | 9          |
| 2016 | 108.500     | 128.000     | 84,8        | 17         | 15         | 2          | 6.382                     | 1       | 2         | 9         | 10         |
| 2019 | 110.007     | 130.016     | 84,6        | 24         | 24         |            | 4.583                     | 1       |           | 5         | 10         |
| 2021 | 119.404     | 132.720     | 90,0        | 22         | 22         |            | 5.427                     | 1       |           | 7         | 10         |